# Skidel (gmina)
Skidel – dawna gmina wiejska istniejąca do 1939 roku w województwie białostockim w Polsce (obecnie na Białorusi). Siedzibą gminy był Skidel, który stanowił odrębną gminę miejską.

## Historia
W okresie międzywojennym gmina Skidel należała do powiatu grodzieńskiego w województwie białostockim II RP. Według Pierwszego Powszechnego Spisu Ludności z 1921 roku gmina Skidel liczyła 63 miejscowości (wsi, kolonii i małych osad). Zamieszkiwało ją 5921 osób. Pod względem narodowościowym dominowali Białorusini (4465 osób - 75% ogółu mieszkańców gminy). Pozostali mieszkańcy gminy podali kolejno narodowości: polską (1395 osób), rosyjską (39 osób), żydowską (21 osób), i rusińską (1 osoba). Pod względem wyznaniowym znacznie przeważali prawosławni (5124 osób; 87% wszystkich mieszkańców); pozostali zadeklarowali kolejno: wyznanie rzymskokatolickie (742 osoby), wyznanie mojżeszowe (51 osób) i wyznanie ewangelickie (4 osoby).
16 października 1933 gminę Skidel podzielono na 34 gromady: Bielakowszczyzna, Birulicze, Bobrownia, Bubny, Chaniewicze, Charcica, Chwaty, Chwojniany, Czerlona, Gliniany, Goroszki, Hołowacze, Huszczyce, Karaszewo, Kaszubińce, Kotra, Kowszowo, Ławno, Ławno osada, Mazanowo, Mostowlany, Niekrasze, Ochrymowce, Ogrodniki, Pieszczanka, Prystupicze, Puzewicze, Rewki, Rusinowce, Ryski, Sikorzyca, Strzelce, Suchowlany i Zalesiany.
W wyniku napaści ZSRR na Polskę we wrześniu 1939 r. gmina znalazła się pod okupacją sowiecką. W pierwszych dniach po wkroczeniu wojsk sowieckich na terytorium Polski, na terenie gminy miało miejsce szczególne nasilenie mordów i grabieży. Ich ofiarami padali głównie napływowi przedstawiciele polskiej administracji (zamożni urzędnicy i żołnierze Wojska Polskiego), sprawcami natomiast były zbrojne grupy kryminalistów i skomunizowanych niezamożnych chłopów, działające z inspiracji ZSRR (wywodzący się zazwyczaj z ludności białoruskiej i żydowskiej).
2 listopada obszar gminy został włączony do Białoruskiej SRR. 4 grudnia 1939 r. włączony do nowo utworzonego obwodu białostockiego. Od czerwca 1941 roku pod okupacją niemiecką. 22 lipca 1941 r. włączony w skład okręgu białostockiego III Rzeszy. W 1944 roku ponownie zajęty przez wojska sowieckie i włączony do obwodu grodzieńskiego Białoruskiej SRR.

## Demografia
Według tezy Alfonsa Krysińskiego i Wiktora Ormickiego, terytorium gminy wchodziło w skład tzw. zwartego obszaru białorusko-polskiego, to znaczy prawosławna ludność białoruska zamieszkiwała jedynie tereny wiejskie, zaś w większych miejscowościach dominowała ludność polska wyznająca katolicyzm łaciński.